# Ottava battaglia dell'Isonzo
L'ottava battaglia dell'Isonzo è un evento della prima guerra mondiale: l'offensiva italiana iniziò tra il 10 ed e il 12 ottobre 1916 nella zona di Doberdò, a est di Monfalcone.

## Battaglia
Dopo il consueto bombardamento distruttivo, l'esercito italiano uscì dalle trincee e attaccò il nemico su ordine del Comando supremo militare italiano dal quale dipendeva il IV Gruppo aereo. A sera sul Carso in alcuni punti gli italiani erano riusciti ad oltrepassare le posizioni austriache di poche centinaia di metri, poi le truppe erano state costrette a fermarsi sotto il fuoco nemico. Lungo il fiume Vipacco erano stati conquistati dei tratti della prima linea nemica, senza poter andare oltre.
L'11 ottobre la battaglia riprese: contemporaneamente le artiglierie italiane ed austriache iniziarono un furioso bombardamento, mentre le truppe si scontravano sul campo di battaglia. A sera gli italiani erano riusciti a conquistare altri tratti di trincee nemiche.
Il 12 gli austriaci tentavano una serie di contrattacchi per riconquistare le posizioni perdute ma furono sempre respinti, con perdite elevate, e centinaia di austriaci furono fatti prigionieri. Ciò fu a causa della cessazione degli scontri con lo scopo di consentire il rafforzamento sulle nuove posizioni.
Dal 10 al 12 ottobre si ebbero circa 24 500 perdite tra gli italiani, e 40 500 tra gli austriaci.
Con l'ottava battaglia dell'Isonzo, la linea del fronte era arrivata a pochi chilometri dalle difese della città di Trieste. Gli austriaci, per restringere il fronte ed avere più truppe sulle nuove linee, arretrarono di centinaia di metri, abbandonando il vallone di Gorizia e ritirandosi su una nuova linea che andava dal monte Santo verso il mare, nei pressi delle colline dell'Ermada.
L'offensiva fu una delle cosiddette spallate militari lanciate dal generale Cadorna per logorare gli austro-ungarici. Ma il tempo avverso, la resistenza delle truppe imperiali, gli errori tattici, la scarsità di mezzi e materiali fecero guadagnare poco terreno alle truppe italiane che poi vennero costrette a bloccarsi sulle posizioni guadagnate dalla controffensiva austriaca. Le perdite furono alte da entrambe le parti.